# 项刘记
《项刘记》是一款由光荣公司制作和发行的回合制策略游戏。游戏最初于1993年在家用电脑PC-9801发行。游戏于1994年4月6日在日本地区超级任天堂发行，後又移植到PlayStation。
《项刘记》的时间设定于公元前3世纪的古代中国。此时为项羽与刘邦争霸时期。游戏的剧情和控制与《三国志系列》和《信长之野望》类似。